# Christian Knees
Christian Knees (* 5. März 1981 in Bonn) ist ein ehemaliger deutscher Radrennfahrer.

## Karriere
Knees begann mit dem Radsport 1990 beim VfL Rheinbach. Von 1998 bis 2003 fuhr er für den Nationalkader und wurde Dritter der Junioren-Weltmeisterschaft im Einzelzeitfahren 1999. 2000 fuhr er für zwei Jahre für das Telekom-Nachwuchsteam. Nach dessen Auflösung wechselte er zur RRG Porz und im darauffolgenden Jahr zum KED-Bianchi Team Berlin.
Seinen ersten Vertrag bei einem internationalen Radsportteam erhielt er 2004 beim Professional Continental Team Wiesenhof. Er wechselte 2006 zum neu gegründeten Team Milram und gewann im Frühjahr 2006 Rund um Köln. Bei der 9. Etappe der Tour de France 2006 wurde er als kämpferischster Fahrer ausgezeichnet. Für Milram gewann er die Gesamtwertung der Bayern-Rundfahrt 2008 und wurde 2010 Deutscher Straßenmeister. Er belegte 2009 den 21. Platz in der Gesamtwertung der Tour de France 2009 – nach der Disqualifikation zweier Fahrer 19. –, womit er gleichzeitig zweitbester Deutscher hinter Andreas Klöden wurde.
Zur Saison 2011 wechselte zu Sky ProCycling, nachdem sein ursprüngliches Team für 2011, Team Pegasus, wegen finanzieller Schwierigkeiten keine Professional-Continental-Lizenz erhalten hatte. Er blieb bei diesem Team bis zum Ende seiner Laufbahn und übernahm vor allem Helferaufgaben und war insbesondere der persönliche „Bodyguard“ für Bradley Wiggins bei dessen Tour-de-France-Sieg 2012. Er gehörte auch zu den Helfern von Chris Froome bei dessen Siegen bei der Tour de France 2017, der Vuelta a España 2017 und dem Giro d’Italia 2018.
Nach Ablauf der Saison 2020 beendete Knees seine Karriere als Aktiver und wechselte in den Betreuerstab seiner Mannschaft.

## Privates
Christian Knees ist verheiratet und ist Vater von drei Töchtern.

## Erfolge
1999
- Gesamtwertung Tour de Lorraine
- Weltmeisterschaften - Zeitfahren (Junioren)

2003
- eine Etappe Thüringen-Rundfahrt
- eine Etappe Tour de Gironde
- Nachwuchswertung Cinturón a Mallorca

2004
- Nachwuchswertung Friedensfahrt

2006
- Rund um Köln

2007
- Deutsche Meisterschaften - Straße

2008
- Gesamtwertung Bayern-Rundfahrt
- Internationale Deutsche Meisterschaft

2010
- Deutscher Meister - Straßenrennen

2013
- Mannschaftszeitfahren Giro del Trentino
- Mannschaftszeitfahren Giro d’Italia

2016
- Mannschaftszeitfahren Vuelta a España

2019
- Bergwertung Herald Sun Tour

## Grand-Tour-Platzierungen
| Grand Tour            | 2006 | 2007 | 2008 | 2009 | 2010 | 2011 | 2012 | 2013 | 2014 | 2015 | 2016 | 2017 | 2018 | 2019 | 2020 |
| --------------------- | ---- | ---- | ---- | ---- | ---- | ---- | ---- | ---- | ---- | ---- | ---- | ---- | ---- | ---- | ---- |
| Giro d’ItaliaGiro     | 73   | 72   | –    | –    | –    | –    | –    | 60   | –    | –    | 66   | –    | 91   | 96   | –    |
| Tour de FranceTour    | 104  | 47   | 29   | 19   | 91   | 64   | 82   | –    | –    | –    | –    | 144  | –    | –    | –    |
| Vuelta a EspañaVuelta | –    | –    | –    | 43   | –    | –    | –    | 79   | DNF  | 91   | 124  | 124  | –    | –    | –    |